# Loeseneriella barbata
Loeseneriella barbata är en benvedsväxtart som först beskrevs av F. Müll., och fick sitt nu gällande namn av Cyril Tenison White. Loeseneriella barbata ingår i släktet Loeseneriella och familjen Celastraceae. Inga underarter finns listade.